# Sojus 13
Sojus 13 ist die Missionsbezeichnung für den am 18. Dezember 1973 gestarteten Flug eines sowjetischen Sojus-Raumschiffs. Es war der 24. Flug im sowjetischen Sojusprogramm. Nach Sojus 12 wurde mit Kosmos 613 ein unbemannter Erprobungsflug durchgeführt.

## Besatzung

### Hauptbesatzung
- Pjotr Iljitsch Klimuk, (1. Raumflug) Kommandant
- Walentin Witaljewitsch Lebedew, (1. Raumflug) Bordingenieur

### Ersatzmannschaft
- Lew Wassiljewitsch Worobjow, Kommandant
- Waleri Alexandrowitsch Jasdowski, Bordingenieur

Ursprünglich waren Worobjow und Jasdowski als Mannschaft für diesen Flug vorgesehen, wurden aber neun Tage vor dem Start durch Klimuk und Lebedew ersetzt. Angeblich hatte sich Jasdowski mit Kommandant Worobjow derart zerstritten, dass keiner von beiden flog.
Die zweite Ersatzmannschaft bestand aus Wladimir Kowaljonok und Juri Ponomarjow.

## Missionsüberblick
Die Mission diente der bemannten Erprobung der zweiten Generation von Sojus-Raumschiffen. Neben der technologischen Überprüfung aller Systeme (manuelle und automatische Steuerung, autonome Navigation) wurde eine Reihe von Experimenten durchgeführt, die in Saljut 1 begonnen wurden:
- Nutzung einer größeren Astrokamera mit Filmaufzeichnung „Orion 2“: Öffnung 280 mm, Brennweite 1400 mm, Cassegrain-System (verschiedene Spektralbereiche zwischen 220 und 360 nm,  d. h. auch UV)
- In der gleichen Montierung war ein Linsenfernrohr 70 mm × 450 mm montiert (Sichtfeld 9 Grad). Der Komplex sollte mit einer Genauigkeit von 10 Winkelsekunden ausrichtbar sein.
- Die Geräte wurden auch für Erderkundungsaufnahmen genutzt.
- Biomedizinische Versuche („Oase 2“)

Da für das Raumschiff keine Kopplung vorgesehen war, wurde die Kamera an der Stelle des Kopplungsstutzens in der modifizierten Orbitalsektion montiert. Für die Energieversorgung gab es Solarzellenflächen.
Dieser Flug fand parallel zum Langzeittest des Sojus-Raumschiffs mit Kosmos 613 statt.